# Bicău, Satu Mare
Bicău (maghiară Papbikó) este un sat în comuna Pomi din județul Satu Mare, Transilvania, România.
 Acest articol despre o localitate din județul Satu Mare este deocamdată un ciot. Puteți ajuta Wikipedia prin completarea lui.